# Scotophilus dinganii
Scotophilus dinganii е вид прилеп от семейство Гладконоси прилепи (Vespertilionidae). Видът не е застрашен от изчезване.

## Разпространение и местообитание
Разпространен е в Ангола, Бенин, Ботсвана, Буркина Фасо, Бурунди, Гамбия, Гана, Гвинея, Гвинея-Бисау, Демократична република Конго, Джибути, Еритрея, Етиопия, Замбия, Зимбабве, Камерун, Кения, Кот д'Ивоар, Лесото, Либерия, Малави, Мали, Мозамбик, Намибия, Нигерия, Руанда, Свазиленд, Сенегал, Сиера Леоне, Сомалия, Танзания, Того, Уганда, Централноафриканска република, Южен Судан и Южна Африка.
Обитава савани, крайбрежия и плажове.

## Описание
Теглото им е около 25,1 g.